# 20005 Zagarella
A 20005 Zagarella (ideiglenes jelöléssel (20005) 1991 GL7) a Naprendszer kisbolygóövében található aszteroida. Eric Walter Elst fedezte fel 1991. április 8-án.